# Berliet PC
Unter der Typenbezeichnung Berliet PC wurde vom französischen Kraftfahrzeughersteller Berliet in Lyon in den 1930er Jahren eine Vielzahl von Varianten eines mittleren Omnibus- und Lkw-Typs angeboten. Die Hauptvarianten waren PC, PCB, PCD und PCE, jede dieser Varianten gab es mit unterschiedlichen Motoren.

## Berliet PC
Vom Berliet PC sind folgende Daten überliefert: Omnibus mit 27 Sitzen, Radstand 4,765 m, Spurweite vorne 1,80 m und hinten 1,70 m, Länge 7,36 und Breite 2,15 m Das Fahrzeug wurde mit folgenden Motorvarianten angeboten:
| Typ  | Betriebserl. | Motor | Zyl. | Bohrg. | Hub   | Hubr. | /min | CV    | PS    | Chassis | max. | Bem.,  |
|      | Mon./Jahr    | Typ   | Zahl | mm     | mm    | cm³   | max  | fisc. | reell | kg      | kg   | Quelle |
| ---- | ------------ | ----- | ---- | ------ | ----- | ----- | ---- | ----- | ----- | ------- | ---- | ------ |
| PC6  | 3.1933       | MDF   | 4    | 110    | 150   | 5702  | 1800 | 15    | 57    | 2750    | 7200 | [ 3 ]  |
| PC7  | 8.1933       | MDB   | 4    | 120    | 160   | 7238  | 1800 | 19    | 70    | 2760    | 7200 | [ 4 ]  |
| PC15 | 5.1933       | MLX2  | 4    | 95     | 140   | 3969  | 2000 | 15    |       | 2780    | 7500 | [ 5 ]  |
| PC17 |              | MKL   | 4    | 100    | 140   | 4398  | 2000 | 17    |       |         |      |        |
| PC22 | 8.1933       | MKB   | 4    | 110    | 154,8 | 5884  | 2000 | 22    | 75    | 2720    | 7200 | [ 6 ]  |

PC6 und PC7 hatten Dieselmotoren, wobei sich die letzte Ziffer der Typenbezeichnung auf die ungefähre Hubraumgröße in Litern bezieht. PC15, PC17 und PC22 hatten Ottomotoren, hier bezieht sich die Zahl am Ende der Typenbezeichnung auf die jeweiligen Steuer-CV.
Zu den gebauten Stückzahlen siehe unten.

## Berliet PCB
Der Berliet PCB war offenbar ein Lkw-Modell auf dem Chassis des Berliet PC und wurde zusammen mit diesem gebaut. Die Nutzlast betrug etwa 3,5–4 Tonnen. Er wurde mit folgenden Motoren angeboten:
| Typ   | Betriebserl. | Motor | Zyl. | Bohrg. | Hub   | Hubr. | /min | CV    | PS    | Chassis | max. | Bem.,  |
|       | Mon./Jahr    | Typ   | Zahl | mm     | mm    | cm³   | max  | fisc. | reell | kg      | kg   | Quelle |
| ----- | ------------ | ----- | ---- | ------ | ----- | ----- | ---- | ----- | ----- | ------- | ---- | ------ |
| PCB6  | 2.1934       | MDF   | 4    | 110    | 150   | 5702  | 1800 | 15    | 57    | 3000    | 9000 | [ 7 ]  |
| PCB7  | 2.1934       | MDB   | 4    | 120    | 160   | 7238  | 1800 | 19    | 70    | 3200    | 9200 | [ 8 ]  |
| PCB66 | 3.1934       | MDL   | 6    | 100    | 140   | 6597  | 1800 | 18    |       | 2850    | 7800 | [ 9 ]  |
| PCB17 | 3.1934       | MLD5  | 4    | 100    | 140   | 4398  | 2000 | 17    |       | 2750    | 7800 | [ 10 ] |
| PCB22 | 2.1934       | MKB   | 4    | 110    | 154,8 | 5884  | 2000 | 22    | 75    | 2820    | 7800 | [ 11 ] |

PCB6, PCB66 und PCB7 hatten Dieselmotoren, PCB17 und PCB22 Ottomotoren.
Zu den gebauten Stückzahlen siehe unten.

## Berliet PCD
Der Berliet PCD löste den Berliet PC 1935 in der Produktion ab. Es gab folgende Motorvarianten:
| Typ      | Betriebserl. | Motor | Zyl. | Bohrg. | Hub | Hubr. | /min | CV    | PS    | Chassis | max. | Bem.,  |
|          | Mon./Jahr    | Typ   | Zahl | mm     | mm  | cm³   | max  | fisc. | reell | kg      | kg   | Quelle |
| -------- | ------------ | ----- | ---- | ------ | --- | ----- | ---- | ----- | ----- | ------- | ---- | ------ |
| PCD7     | 8.1935       | MDB   | 4    | 120    | 160 | 7238  | 1800 | 19    | 70    | 3700    | 9200 | [ 12 ] |
| PCDG(21) | 3.1936       | MKUG  | 6    | 110    | 140 | 7983  | 2000 | 21    | 50    | 4300    | 9500 | [ 13 ] |

PCD7 hatte einen Dieselmotor, PCDG21 einen Holzgasmotor. Die hierfür erforderlichen Zusatzapparate bewirkten ein höheres Gewicht des bloßen Chassis. PCD7 hatte einen Radstand von 5,252 m. Es gab von diesem Typ eine Variante PCD7L, die statt des Vier– ein Fünfganggetriebe hatte. Der Typ PCDG21 hatte einen Radstand von 5,407 m, eine Länge von 9,30 und eine Breite von 2,30 m.

## Berliet PCE
Der Berliet PCE dürfte die Lkw-Variante des Omnibus-Typs PCD gewesen sein, er löste 1935 den Berliet PCB in der Produktion ab. Sein Radstand betrug 4,76 m, seine Länge 9,00 und seine Breite 2,34 m. Es gab folgende Motorvarianten:
| Typ    | Betriebserl. | Motor | Zyl. | Bohrg. | Hub   | Hubr. | /min | CV    | PS    | Chassis | max. | Bem.,  |
|        | Mon./Jahr    | Typ   | Zahl | mm     | mm    | cm³   | max  | fisc. | reell | kg      | kg   | Quelle |
| ------ | ------------ | ----- | ---- | ------ | ----- | ----- | ---- | ----- | ----- | ------- | ---- | ------ |
| PCE7   | 10.1935      | MDB   | 4    | 120    | 160   | 7238  | 1800 | 19    | 70    | 3700    | 9300 | [ 18 ] |
| GKRC22 | 5.1936       | MKB3  | 4    | 110    | 154,8 | 5884  | 2000 | 22    | 75    | 3400    | 9000 | [ 19 ] |

## Stückzahlen
Zu den oben genannten Varianten sind folgende Stückzahlen überliefert:
| Baujahr     | 1933 | 1934 | 1935 | 1936 | 1937 | 1938 | 1939 | Summe |
| ----------- | ---- | ---- | ---- | ---- | ---- | ---- | ---- | ----- |
| PC7, PCB7   | 21   | 34   | 28   |      |      |      |      | 83    |
| PC17, PCB17 |      | 6    | 1    |      |      |      |      | 7     |
| PCD7        |      |      | 22   | 36   |      |      |      | 58    |
| PCE7        |      |      | 1    | 7    |      |      |      | 8     |

Offen bleibt, ob die in dieser Statistik nicht erwähnten Varianten nicht gebaut wurden, oder ob unter der Endziffer 7 alle Fahrzeuge mit Dieselmotor, unter der Endziffer 17 alle Varianten mit Ottomotor zusammengefasst sind. Die Varianten mit Holzgasmotor wurden offenbar nicht in Serie gebaut.

### Originalquellen
Eine Publikation, in der alle vor 1945 gebauten Berliet-Typen individuell abgehandelt wären, gibt es nicht. Neben der unten erwähnten Literatur wurde auf folgende in der Fondation Berliet verwahrte Originalunterlagen zurückgegriffen:
- "Fiches des Mines": Es handelt sich um die Unterlagen zur Erteilung einer allgemeinen Betriebserlaubnis, hierfür ist in Frankreich der "Inspecteur des mines" sachlich zuständig. Diese Unterlagen sind chronologisch geordnet und nummeriert. Nicht zu jedem Typ bzw. Variante gibt es entsprechende Unterlagen, teils, weil sie wohl als Untervarianten eines Typs verstanden wurden, für den eine gesonderte Erlaubnis nicht erforderlich war, teils wohl, weil diese Unterlagen im Laufe der letzten 100 Jahre verlorengegangen sind. Bei Militärtypen gibt es Hinweise, dass eine Betriebserlaubnis direkt durch militärische Dienststellen erfolgte, was entsprechende "fiches des mines" überflüssig machte. Die Quellenbezeichnung lautet: "Fiches No...."
- "Etat des véhicules utilitaires et autobus declares aux mines depuis 1920", eine 15-seitige Zusammenstellung vom 1. Dezember 1941, enthält insbesondere die reservierten Chassisnummernbänder, die jedoch vielfach nicht vollständig ausgeschöpft wurden, einige Typen bzw. Varianten werden nicht erwähnt, Quellenbezeichnung lautet: "Etat S..."
- "Nombre de véhicules construits de 1930 à 1942", siebenseitige Zusammenstellung der zwischen 1930 und 1942 gebauten Stückzahlen an Nutzfahrzeugen, erstellt wohl 1943, erste Seite teilweise irreparabel verderbt, teilweise werden mehrere Typen bzw. Varianten zusammengefasst, Quellenbezeichnung lautet: "Nombre S...."

### Sonstige Literatur
- Monique Chapelle: Berliet. 1. Auflage. EMCE, Saint-Chamond 2016, ISBN 978-2-35740-049-8.
- Christophe Puvilland: Berliet 1905–1978, toute la gamme omnibus, autocars, autobus et trolleybus. 1. Auflage. histoire&collections, Paris 2008, ISBN 978-2-35250-059-9.
- François Vauvillier: Tous les Berliet militaires 1914–1940, vol.1: les camions. histoire&collections, Paris 2019, ISBN 978-2-35250-496-2.